# Ô rô cạn

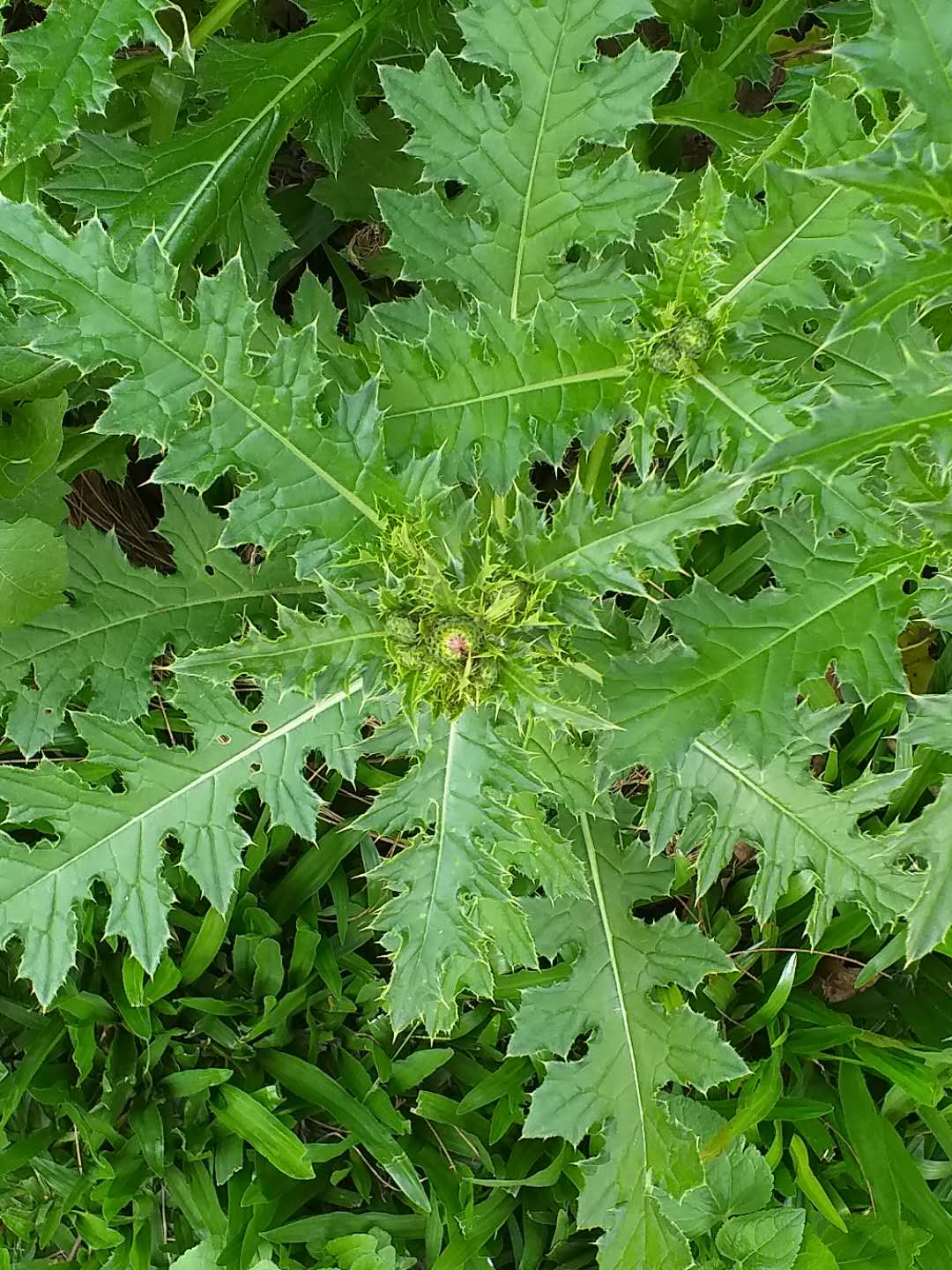
Cirsium japonicum var. takaoense

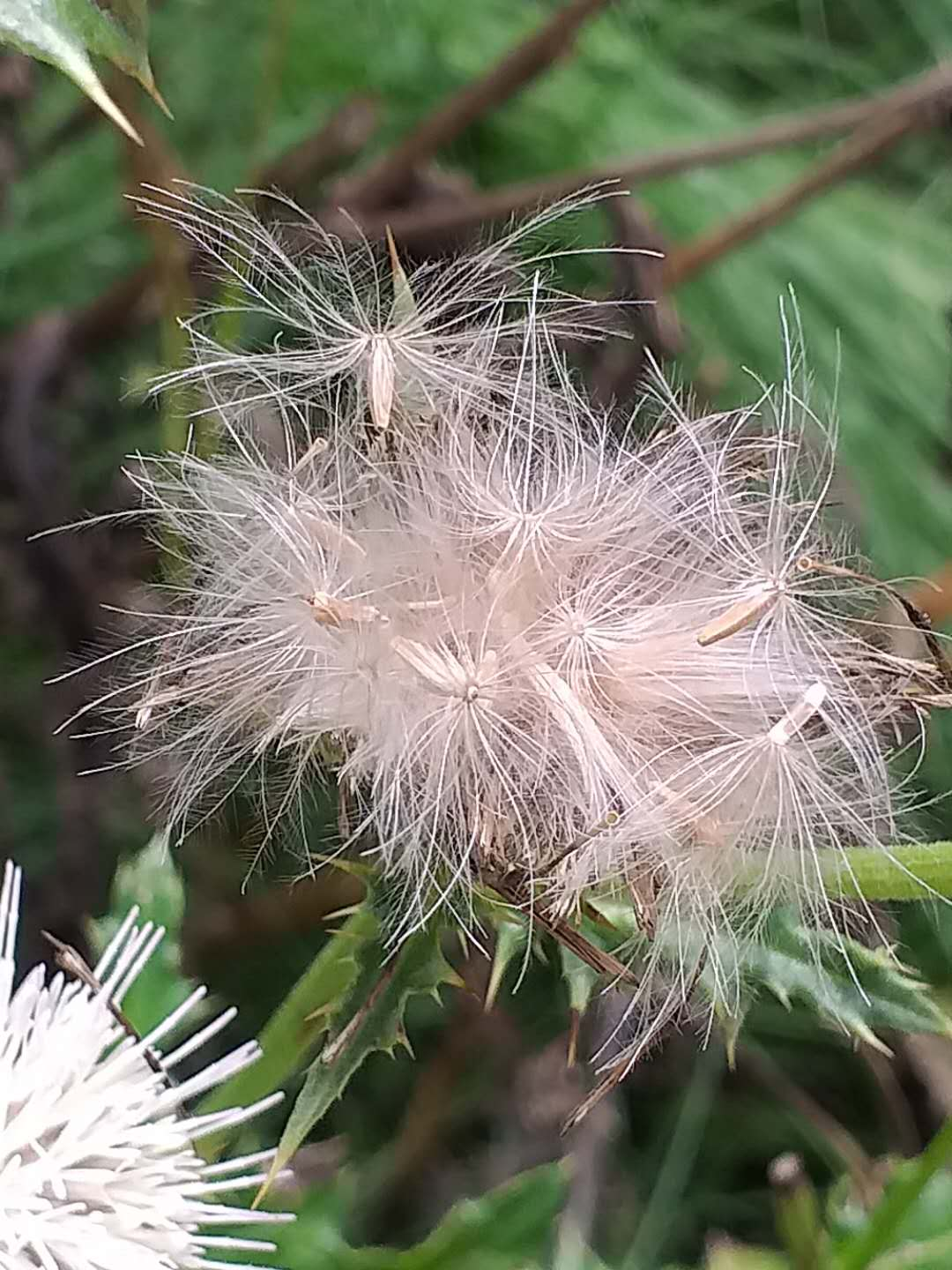
Cirsium japonicum var. takaoense

Ô rô cạn (danh pháp khoa học: Cirsium japonicum), còn gọi là Đại kế, Thích kế, Thiết thích ngãi, Dã thích thái, Thích khải tư, Hồ kế, Mã kế, Dã hồng hoa, Sơn ngưu bàng, Hê hạng thảo là một thực vật có hoa thuộc họ Cúc (Asteraceae). Cây được trồng làm thuốc hoặc làm cảnh.

## Mô tả
Ô rô cạn là thực vật thân thảo sống nhiều năm. Đây là loài bản địa của vùng Viễn Đông, phân bố ở Nhật Bản, Trung Quốc. Tại Việt Nam, cây mọc hoang trong các xavan ở các tỉnh miền Bắc: Ninh Bình, Thanh Hoá, Quảng Bình và ở cả khu vực miền Trung. Ô rô cạn cũng được gieo trồng bằng hạt ở một số nơi. Nơi sống thích hợp của cây là các sườn đồi nhiều nắng ở các vùng đất thấp, hoặc ở chân các triền đồi núi. Cây dễ trồng, thích hợp với nhiều loại đất, điều kiện yêu cầu nhiều nắng. Hạt nảy mầm trong vòng 2-8 tuần tại nhiệt độ 20 độ bách phân.
Thân nhỏ, mảnh, thẳng, cao từ 50–80 cm, màu xanh lục, có nhiều lông và trên có những rãnh dọc như các đường kẻ chỉ. Rễ trụ phình thoi dài, có nhiều rễ phụ. Lá mọc so le, không có cuống, dài 20–40 cm hay hơn, rộng 5–10 cm. Phiến lá có những rãnh sâu chia phiến thành 4-5 thùy, mép lá có răng to, mặt trên nhẵn, méo có nhiều gai dài. Càng lên ngọn lá càng nhỏ dần, ít chia thùy hơn. Cụm hoa hình đầu, màu tím đỏ mọc ở kẽ lá hay đầu cành, đường kính 3–5 cm, hoa lưỡng tính. Lá bắc hẹp nhọn, không đều, ít lông, gân chính giữa nổi rất rõ; với lá ngoài ngắn và rất nhọn còn lá trong có đầu mềm hơn. Quả bế thuôn hơi dẹt, cao 2–3 mm, lông mào dài 1,5 cm. Hạt có nhiều dầu. Cây ra hoa vào tháng 5-7 và kết quả vào tháng 8-10. Được thụ phấn nhờ các loại côn trùng như ong, bướm, bọ cánh cứng hoặc có thể tự thụ phấn.

## Sử dụng trongĐông y
Theo Đông y, ô rô cạn có vị ngọt đắng, tính bình vào kinh can, có tác dụng lương huyết, chỉ huyết, làm tan máu ứ, tiêu sưng tấy, giúp sinh máu mới, cầm máu,... Chủ trị các chứng lạc huyết, nục huyết (chảy máu cam), băng huyết, rong kinh, thổ huyết, tiểu tiện ra máu, cao huyết áp... nói chung là các bệnh về máu do nhiệt và xuất huyết do tổn thương. Ngoài ra cũng có tác dụng tiêu thủng, trị mụn nhọt, ghẻ lở, thông sữa, trị viêm gan, thận, vú, viêm ruột thừa. Theo các nghiên cứu thực nghiệm hiện đại, nước thuốc ngâm kiệt rượu cồn và nước có tác dụng hạ huyết áp trên chó, mèo, thỏ. Rễ sắc nước hoặc cả cây cất lấy nước với nồng độ 1:4.000, ngâm cồn với nồng độ 1:30.000 có tác dụng ức chế trực khuẩn bạch hầu. 100% dịch rễ tươi, lá tươi có tác dụng ức chế liên cầu khuẩn A, trực khuẩn Flexner. Thực nghiệm cũng cho thấy cây có tác dụng chống tiểu đường ở chuột, tăng cường quá trình hấp thu glucose và biệt hóa tế bào mỡ.
Thành phần hóa học chủ yếu của cây bao gồm các alkloit, tinh dầu, taraxasteryl, axetat, stigmasterol, alpha amyrin beta-amyrin, beta-sitosterol, pectolinarin.
Bộ phận dùng làm thuốc là toàn bộ cây bao gồm thân, cành, lá, cụm hoa và rễ. Cây được thu hoạch vào mùa hè và mùa thu, lúc hoa nở, thu hái cả toàn cây, rửa sạch phơi khô dùng dần. Có tài liệu ghi nhận rằng cây được thu hoạch vào cuối mùa thu, lúc đã già. Nếu chủ yếu sử dụng rễ cây, thì thu hái vào mua thu rễ sẽ to hơn. Liều dùng 10-30g rễ khô/ngày, đối với cây tươi là 30-60g, dùng đắp ngoài da thì không hạn chế. Dùng ngoài có thể dùng bột trộn mật ong đắp, tuy nhiên dùng tươi giã nát đắp hoặc vắt nước đắp có tác dụng tốt hơn dùng khô. Thuốc sao cháy có tác dụng thu liễm, cầm máu. Khi trị bệnh cao huyết áp thì dùng rễ tốt hơn, có thể dùng độc vị (một loại duy nhất trong thang thuốc) hoặc phối hợp với các vị thuốc Hạ khô thảo, Hi thiêm thảo. Người bệnh có tỳ vị hư hàn thì thận trọng khi sử dụng loại thuốc này.